# L'Hermitage
Pour les articles homonymes, voir L'Hermitage (homonymie).
L'Hermitage est une commune française située dans le département d'Ille-et-Vilaine, en région Bretagne. Elle est l'une des 43 communes de Rennes Métropole.
Ses habitants sont appelés les Hermitageois et les Hermitageoises.

## Géographie

### Localisation
L'Hermitage se situe à une dizaine de kilomètres à l'ouest de Rennes.

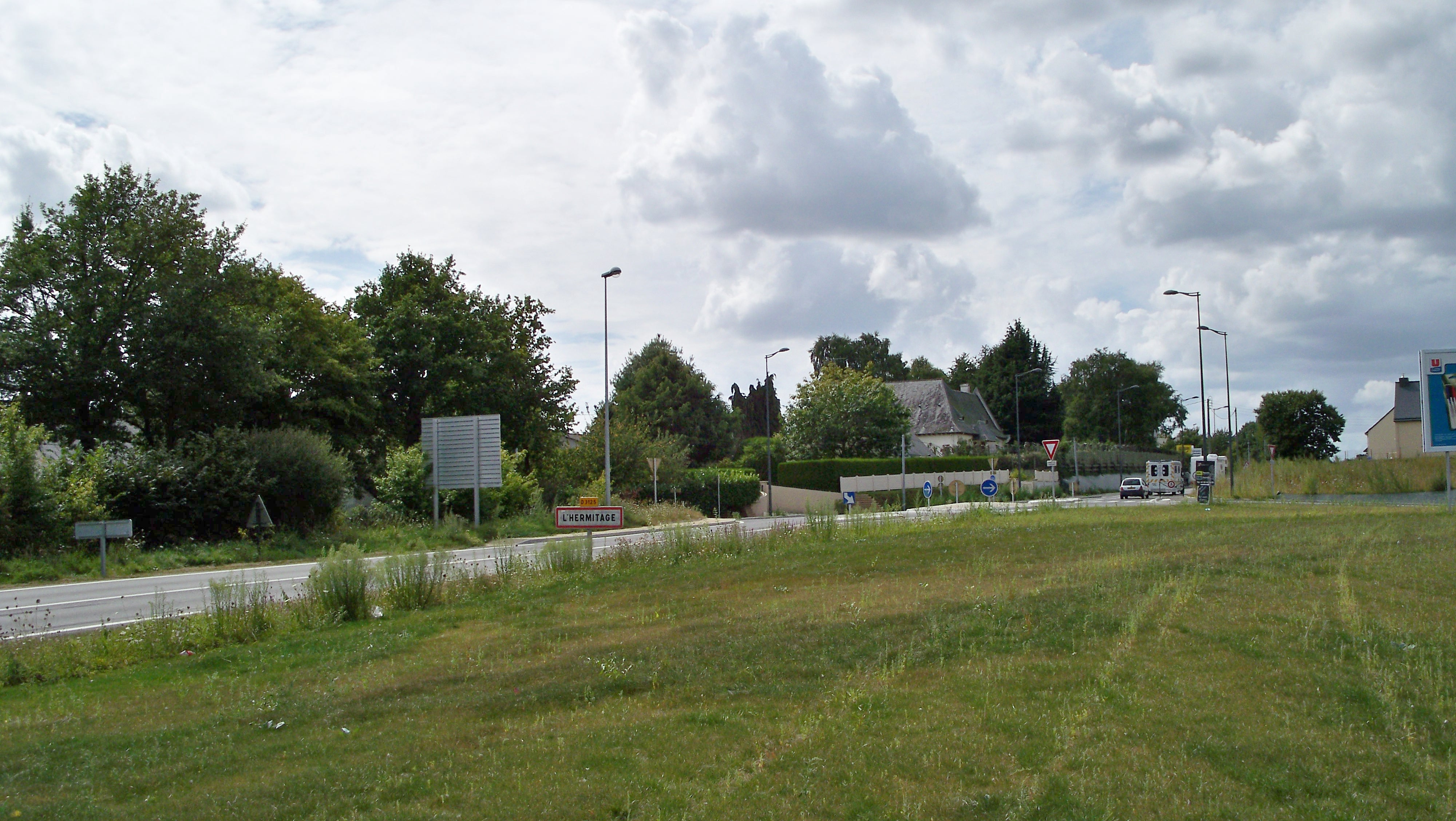
Entrée de L'Hermitage depuis la D 312.

| La Chapelle-Thouarault | Saint-Gilles | Pacé    |
|                        | L'Hermitage  |         |
| Mordelles              |              | Le Rheu |

### Transports
La commune est desservie par le réseau STAR de Rennes Métropole via les lignes 53, 153ex, 238 et 240.
La gare de L'Hermitage - Mordelles est desservie par le TER Bretagne Rennes - La Brohinière - Saint Brieuc.

### Hydrographie
Pour un article plus général, voir Réseau hydrographique d'Ille-et-Vilaine.
La commune est située dans le bassin Loire-Bretagne. Elle est drainée par la Flume, la Cotardière, le Lindon,,.
La Flûme, d'une longueur de 34 km, prend sa source dans la commune de La Chapelle-Chaussée et se jette  dans la Vilaine à Rennes, après avoir traversé dix communes. 

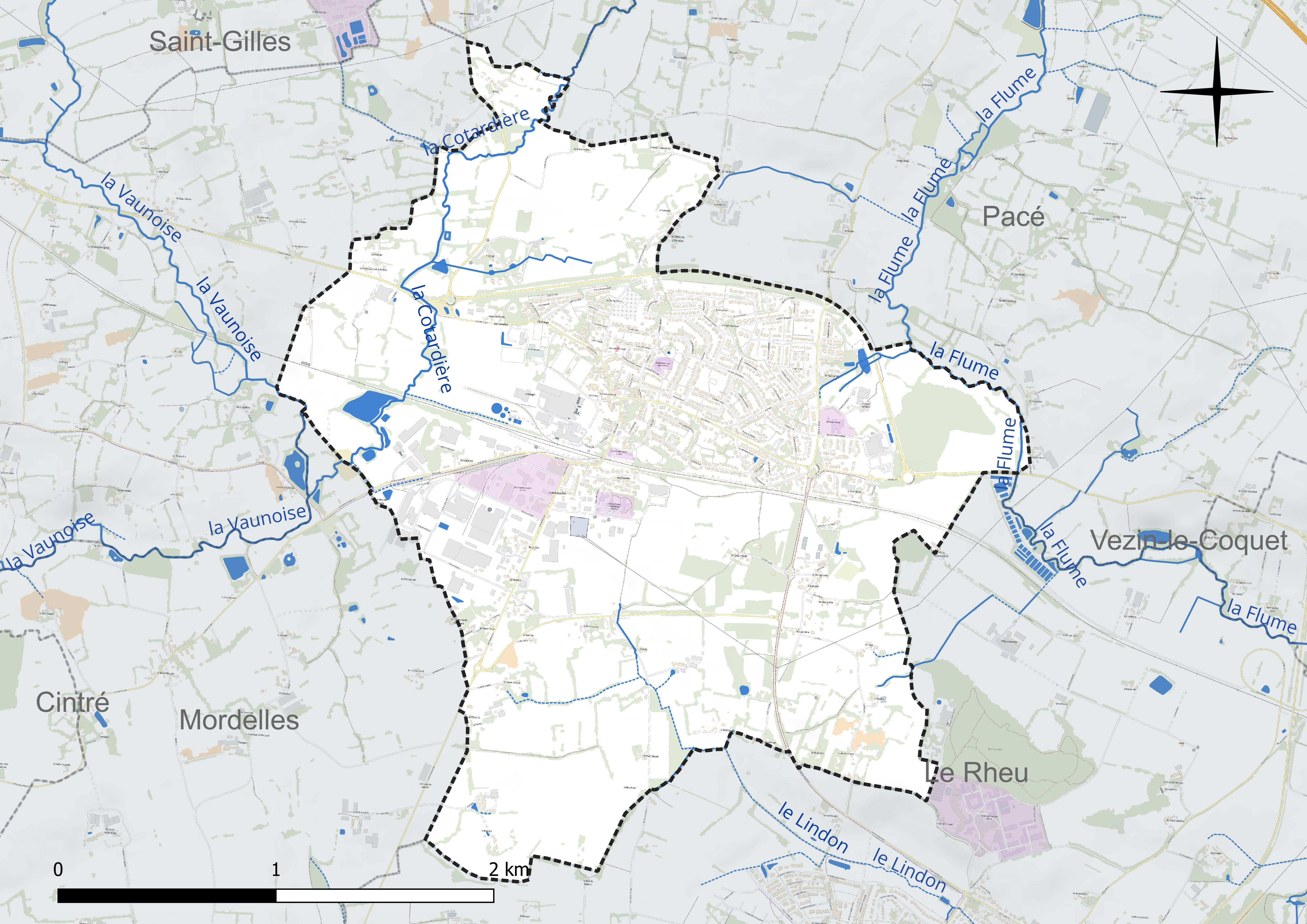
Réseau hydrographique de l'Hermitage.

La Cotardière, d'une longueur de 14 km, prend sa source dans la commune de Romillé et se jette  dans la Vaunoise à Mordelles, après avoir traversé huit communes. 

### Climat
Pour des articles plus généraux, voir Climat de la Bretagne et Climat d'Ille-et-Vilaine.
En 2010, le climat de la commune est de type climat océanique altéré, selon une étude du CNRS s'appuyant sur une série de données couvrant la période 1971-2000. En 2020, Météo-France publie une typologie des climats de la France métropolitaine dans laquelle la commune est exposée à un climat océanique et est dans la région climatique  Bretagne orientale et méridionale, Pays nantais, Vendée, caractérisée par une faible pluviométrie en été et une bonne insolation. Parallèlement l'observatoire de l'environnement en Bretagne publie en 2020 un zonage climatique de la région Bretagne, s'appuyant sur des données de Météo-France de 2009. La commune est, selon ce zonage, dans la zone « Intérieur Est », avec des hivers frais, des étés chauds et des pluies modérées.  
Pour la période 1971-2000, la température annuelle moyenne est de 11,6 °C, avec une amplitude thermique annuelle de 12,7 °C. Le cumul annuel moyen de précipitations est de 735 mm, avec 12,4 jours de précipitations en janvier et 6,4 jours en juillet. Pour la période 1991-2020, la température moyenne annuelle observée sur la station météorologique la plus proche, située sur la commune du Rheu à 3 km à vol d'oiseau, est de 12,2 °C et le cumul annuel moyen de précipitations est de 720,4 mm,. Pour l'avenir, les paramètres climatiques de la commune estimés pour 2050 selon différents scénarios d'émission de gaz à effet de serre sont consultables sur un site dédié publié par Météo-France en novembre 2022.

## Urbanisme

### Typologie
Au 1er janvier 2024, L'Hermitage est catégorisée bourg rural, selon la nouvelle grille communale de densité à sept niveaux définie par l'Insee en 2022.
Elle appartient à l'unité urbaine du Rheu, une agglomération intra-départementale regroupant trois  communes, dont elle est une commune de la banlieue,,. Par ailleurs la commune fait partie de l'aire d'attraction de Rennes, dont elle est une commune de la couronne,. Cette aire, qui regroupe 183 communes, est catégorisée dans les aires de 700 000 habitants ou plus (hors Paris),.

### Occupation des sols
L'occupation des sols de la commune, telle qu'elle ressort de la base de données européenne d'occupation biophysique des sols Corine Land Cover (CLC), est marquée par l'importance des territoires agricoles (67,1 % en 2018), en diminution par rapport à 1990 (72,9 %). La répartition détaillée en 2018 est la suivante : 
zones agricoles hétérogènes (26,6 %), terres arables (24 %), zones urbanisées (18,8 %), prairies (16,5 %), zones industrielles ou commerciales et réseaux de communication (14,1 %). L'évolution de l'occupation des sols de la commune et de ses infrastructures peut être observée sur les différentes représentations cartographiques du territoire : la carte de Cassini (XVIIIe siècle), la carte d'état-major (1820-1866) et les cartes ou photos aériennes de l'IGN pour la période actuelle (1950 à aujourd'hui).

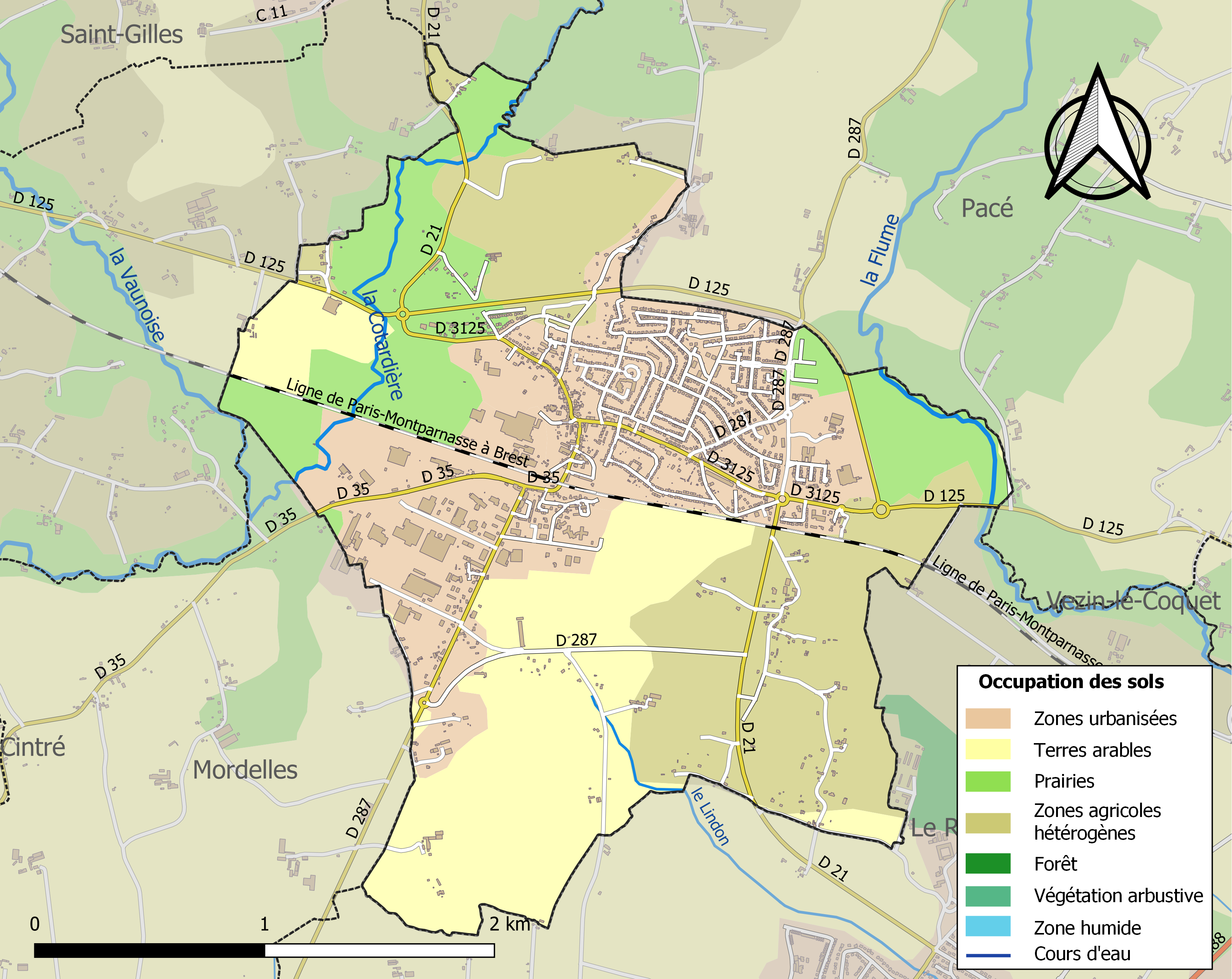
Carte des infrastructures et de l'occupation des sols de la commune en 2018 (CLC).

### Logement
Le tableau ci-dessous présente une comparaison de quelques indicateurs chiffrés du logement pour L'Hermitage et l'ensemble de l'Ille-et-Vilaine en 2017,.
|                                                                  | L'Hermitage | Ille-et-Vilaine |
| ---------------------------------------------------------------- | ----------- | --------------- |
| Parc immobilier total (en nombre d'habitations)                  | 2 032       | 546 440         |
| Part des résidences principales (en %)                           | 94,8        | 86,2            |
| Part des résidences secondaires et logements occasionnels (en %) | 0,5         | 6,9             |
| Part des logements vacants (en %)                                | 4,7         | 6,9             |
| Part des ménages propriétaires de leur logement (en %)           | 61,7        | 59,8            |

### Morphologie urbaine
L'Hermitage dispose d'un plan local d'urbanisme intercommunal approuvé par délibération du conseil métropolitain du 19 décembre 2019. Il divise l'espace des 43 communes de Rennes Métropole en zones urbaines, agricoles ou naturelles.

## Toponymie
Formes anciennes attestées : Lermitaige (1388).
Le nom breton de la commune, donné par l'Office public de la langue bretonne, est Ar Peniti. Le nom s'écrit L'Èrmitèj (écriture MOGA) ou L'Ermitaij en gallo.
Toponyme monastique assurant le souvenir religieux. Son nom vient d'un ancien oratoire consacré à l'ermite saint Avit de Micy (mort vers 530).

## Histoire
La population de la commune est favorable aux changements apportés par la Révolution française, surtout après la fin de la Terreur. La principale fête révolutionnaire est celle célébrant l'anniversaire de l'exécution de Louis XVI, accompagnée d'un serment de haine à la royauté et à l'anarchie, fêtée à partir de 1795.

## Politique et administration

### Rattachements administratifs et électoraux

#### Circonscriptions de rattachement
L'Hermitage appartient à l'arrondissement de Rennes et au canton du Rheu, créé lors du redécoupage cantonal de 2014. Avant cette date, elle appartenait au canton de Mordelles.
Pour l'élection des députés, la commune fait partie de la huitième circonscription d'Ille-et-Vilaine, représentée depuis juin 2022 par Mickaël Bouloux (PS-NUPES). Sous la Troisième République, elle appartenait à la deuxième circonscription de Rennes, de 1958 à 1986 à la 2e circonscription (Rennes-Sud) et de 1986 à 2010 à la 3e circonscription (Rennes-Montfort).

#### Intercommunalité
La commune appartient à Rennes Métropole depuis sa création le 9 juillet 1970. L'Hermitage faisait alors partie des 27 communes fondatrices du District urbain de l'agglomération rennaise, qui a pris sa dénomination actuelle le 1er janvier 2000.
L'Hermitage fait aussi partie du Pays de Rennes.

#### Institutions judiciaires
Sur le plan des institutions judiciaires, la commune relève du tribunal judiciaire (qui a remplacé le tribunal d'instance et le tribunal de grande instance le 1er janvier 2020), du tribunal pour enfants, du conseil de prud'hommes, du tribunal de commerce, de la cour d'appel et du tribunal administratif de Rennes et de la cour administrative d'appel de Nantes.

### Administration municipale
Le nombre d'habitants au dernier recensement étant compris entre 3 500 et 4 999, le nombre de membres du conseil municipal est de 27.
Conseil municipal actuel
Les 27 sièges composant le conseil municipal ont été pourvus le 15 mars 2020 lors du premier tour de scrutin. Actuellement, il est réparti comme suit :

### Tendances politiques et résultats

#### Élections municipales
- Élections municipales de 2020 : 68,31 % (882 voix) pour la liste divers gauche « L'Hermitage ensemble » d'André Chouan, 31,68 % (409	voix) pour la liste divers droite « L'Hermitage de demain, c'est vous » de Patrick Lamy, 43,46 % de participation.
- Élections municipales de 2014 : 53,98 % (1 077 voix) pour la liste socialiste « L'Hermitage ensemble » d'André Chouan, 26,16 % (522 voix) pour la liste sans étiquette « Agissons pour L'Hermitage » de Patrick Lamy, 19,84 % (396 voix) pour la liste écologiste EELV « Notre parti, c'est L'Hermitage » de Delphine Chevalier, 69,84 % de participation.
- Élections municipales de 2008 : 62,31 % (1 255 voix) pour la liste divers gauche « L'Hermitage ensemble » d'André Chouan, 37,69 % (759 voix) pour la liste divers droite « Vivre L'Hermitage autrement » de Patrick Lamy, 73,00 % de participation.

### Liste des maires

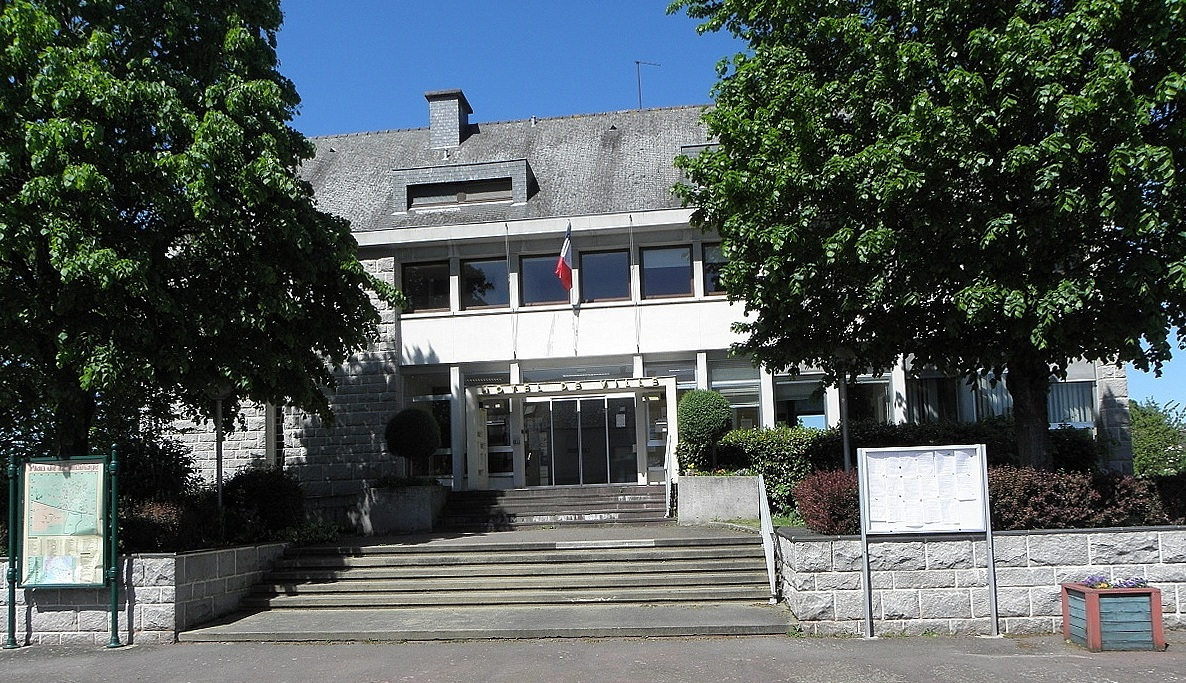
L'Hôtel de ville.

| Période                                  | Période                   | Identité                       | Étiquette   | Qualité |
| ---------------------------------------- | ------------------------- | ------------------------------ | ----------- | --- |
| 1786                                     | 1790                      | Charles Croise                 |             | |
| 1790                                     | 1792                      | Pierre Guihard (1751-1828)     |             | Notaire |
| 1792                                     | 1800                      | Pierre Closier                 |             | Cultivateur |
| 1800                                     | 1803                      | François Quéré                 |             | Médecin |
| 1803                                     | 1841                      | Jean Pilard                    |             | Menuisier, premier adjoint (1800 → 1803)                                                                        |
| 1841                                     | 1843                      | Charles Chouan                 |             | Cultivateur, premier adjoint (1803 → 1841)                                                                      |
| Les données manquantes sont à compléter. |                           |                                |             | |
| décembre 1919                            | ?                         | M. Depiriez                    |             | |
| mai 1925                                 | mai 1935                  | Jean-Louis Boucard             | Républicain | Négociant Réélu en 1929                                                                                         |
| mai 1935                                 | octobre 1947              | Albert Meusnier (-1972)        |             | Cultivateur, ancien combattant 1914-1918                                                                        |
| octobre 1947                             | octobre 1973 (décès)      | Francis Chouan (1896-1973)     | CNIP        | Ancien agriculteur, syndicaliste                                                                                |
| novembre 1973                            | mars 1983                 | Maurice Lamy (1932-2005)       |             | Pépiniériste-paysagiste, premier adjoint (? → 1973) Réélu en 1977                                               |
| mars 1983                                | mars 2008                 | Christian Le Maout (1940-2010) | PS          | Professeur de lycée agricole retraité Conseiller général de Mordelles (1989 → 2008) Réélu en 1989, 1995 et 2001 |
| mars 2008                                | En cours (au 26 mai 2020) | André Chouan (1958- )          | DVG         | Agriculteur Réélu en 2014 et 2020                                                                               |
| Les données manquantes sont à compléter. |                           |                                |             | |

### Jumelages
- Copșa Mică (Roumanie) depuis 2007

## Démographie
L'évolution du nombre d'habitants est connue à travers les recensements de la population effectués dans la commune depuis 1793. Pour les communes de moins de 10 000 habitants, une enquête de recensement portant sur toute la population est réalisée tous les cinq ans, les populations de référence des années intermédiaires étant quant à elles estimées par interpolation ou extrapolation. Pour la commune, le premier recensement exhaustif entrant dans le cadre du nouveau dispositif a été réalisé en 2004.

En 2022, la commune comptait 4 683 habitants, en évolution de +8,38 % par rapport à 2016 (Ille-et-Vilaine : +5,46 %, France hors Mayotte : +2,11 %).
| 1793 | 1800 | 1806 | 1821 | 1831 | 1836 | 1841 | 1846 | 1851 |
| ---- | ---- | ---- | ---- | ---- | ---- | ---- | ---- | ---- |
| 449  | 493  | 464  | 524  | 480  | 445  | 487  | 535  | 539  |

| 1856 | 1861 | 1866 | 1872 | 1876 | 1881 | 1886 | 1891 | 1896 |
| ---- | ---- | ---- | ---- | ---- | ---- | ---- | ---- | ---- |
| 568  | 571  | 601  | 590  | 621  | 606  | 630  | 687  | 654  |

| 1901 | 1906 | 1911 | 1921 | 1926 | 1931 | 1936 | 1946 | 1954 |
| ---- | ---- | ---- | ---- | ---- | ---- | ---- | ---- | ---- |
| 643  | 657  | 690  | 742  | 685  | 699  | 743  | 790  | 876  |

| 1962 | 1968  | 1975  | 1982  | 1990  | 1999  | 2004  | 2006  | 2009  |
| ---- | ----- | ----- | ----- | ----- | ----- | ----- | ----- | ----- |
| 916  | 1 401 | 2 261 | 3 028 | 3 248 | 3 093 | 3 671 | 3 736 | 3 725 |

| 2014  | 2019  | 2022  | - | - | - | - | - | - |
| ----- | ----- | ----- | - | - | - | - | - | - |
| 4 127 | 4 629 | 4 683 | - | - | - | - | - | - |

## Économie

### Entreprises et commerces
La Société Laitière de L'Hermitage (anciennement Bridel) appartenant à Lactalis emploie environ 320 salariés.
L'Hermitage possède une zone industrielle (La Hautière) et compte une trentaine d'entreprises implantées.

## Culture et patrimoine

### Lieux et monuments
La commune compte deux monuments historiques protégés :
- Le manoir du Boberil, édifié en 1335 et restauré de façon traditionnelle depuis 2017. Il est la propriété de la famille du Boberil depuis sa fondation[réf. nécessaire]. Il est inscrit par arrêté du 3 mai 2018[29].
- Le calvaire du bourg, édifié au XVe siècle, inscrit par arrêté du 27 février 1946[30].
- l'église Notre-Dame-de-la-Purification[31] et le presbytère[32] ;
- La commanderie est un bâtiment du XVIe siècle, remanié au cours du XXe siècle. Organisé autour d'une cour, il est caractérisé côté rue par une façade à pans de bois. Deux tours carrées de styles différents sont visibles depuis la cour. L'ajout lors de sa rénovation de divers éléments rapportés (blasons, cheminées…) crée l'originalité du lieu ;
- La laiterie qui date de 1911 est caractérisée par une architecture atypique. Le bâtiment d'époque qui existe toujours est constitué d'une longue bâtisse au toit en ardoise qui se termine par une tour carrée en son extrémité droite. Toujours en activité, la laiterie appartient au groupe Lactalis[33],[34] ;
- La distillerie[35],[36], en activité de 1926 aux années 1990, est actuellement un plateau technique d'entraînement des sapeurs-pompiers du département (SDIS 35).

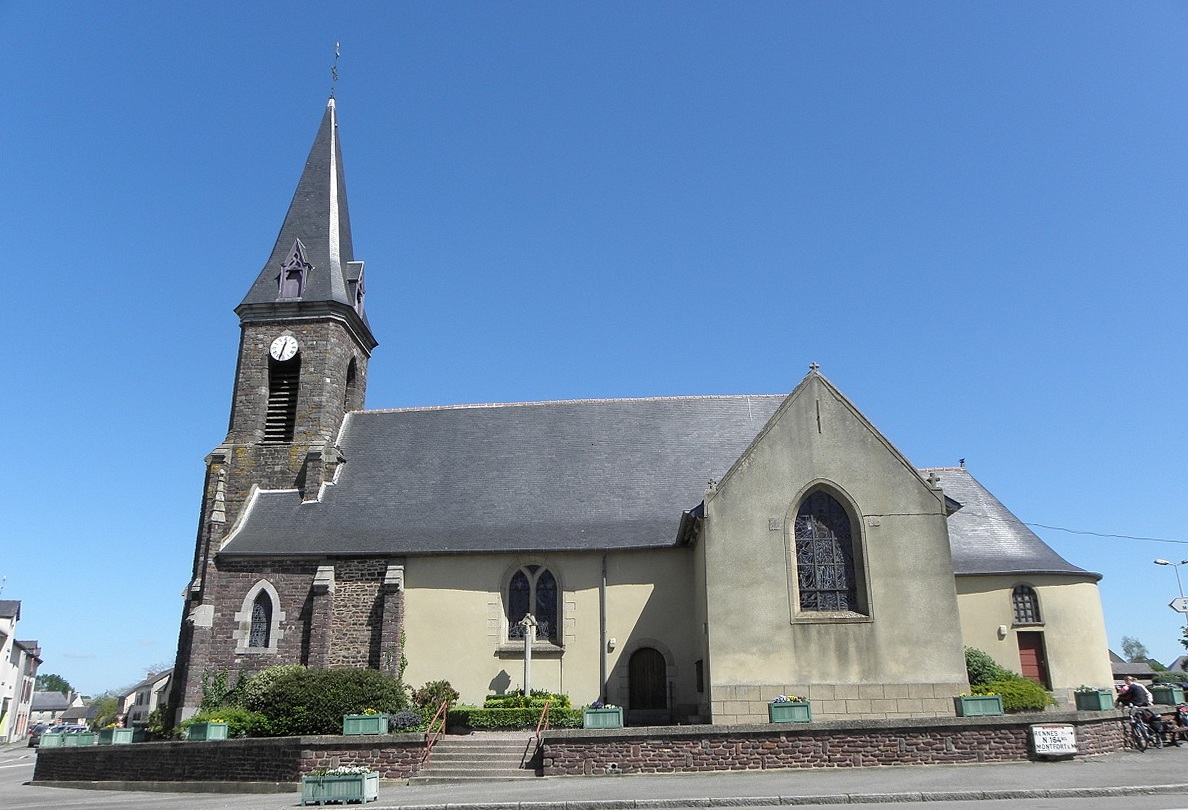
L'église paroissiale de L'Hermitage.
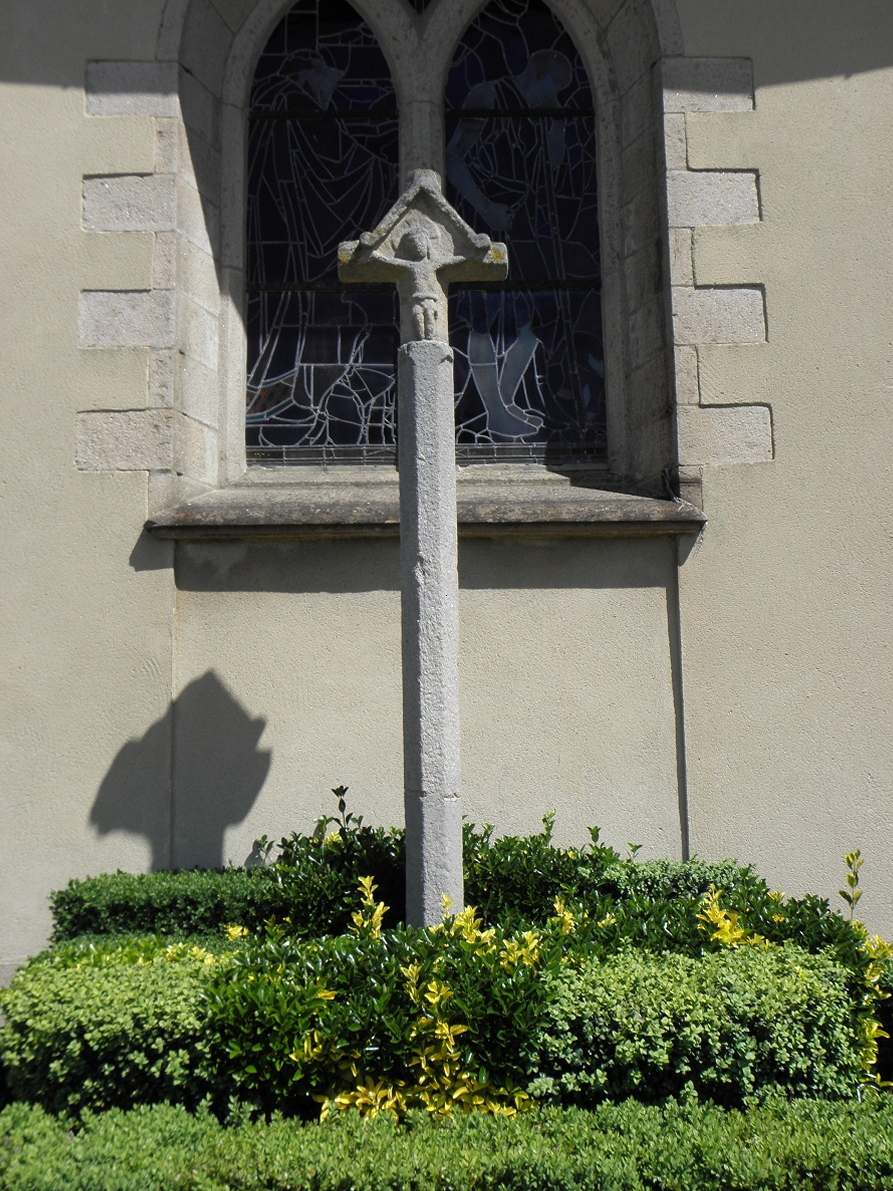
La croix du bourg.
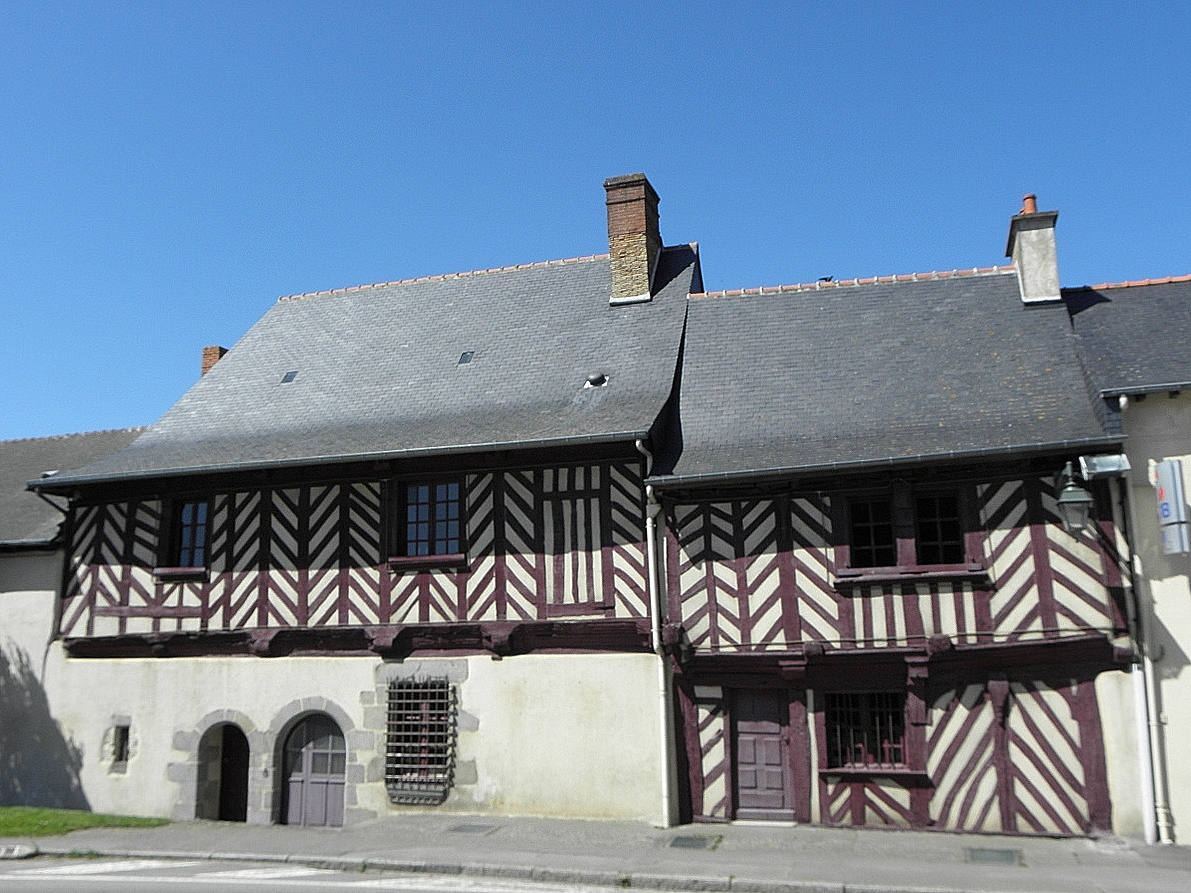
La commanderie.

### Personnalités liées à la commune
- Jean du Boberil, seigneur du dit lieu, natif de l'Hermitage, échanson du duc Jean V de Bretagne, en l'an 1437[37].